# 薩桑德拉
薩桑德拉是西非國家科特迪瓦的城鎮，由下薩桑德拉區負責管轄，位於薩桑德拉河在畿內亞灣的河口處，鎮上有機場設施，每年平均降雨量1,509毫米，2007年人口24,613。

## 外部連結
- （法文） Neyo project : Collaborative project on culture and language of Neyo people, from Sassandra (Côte d'Ivoire) （页面存档备份，存于）